# Radbodo
Radbodo (in latino Radbodus; 850 circa – 29 novembre 917) è stato un vescovo franco, venerato come santo dalla Chiesa cattolica.

## Biografia

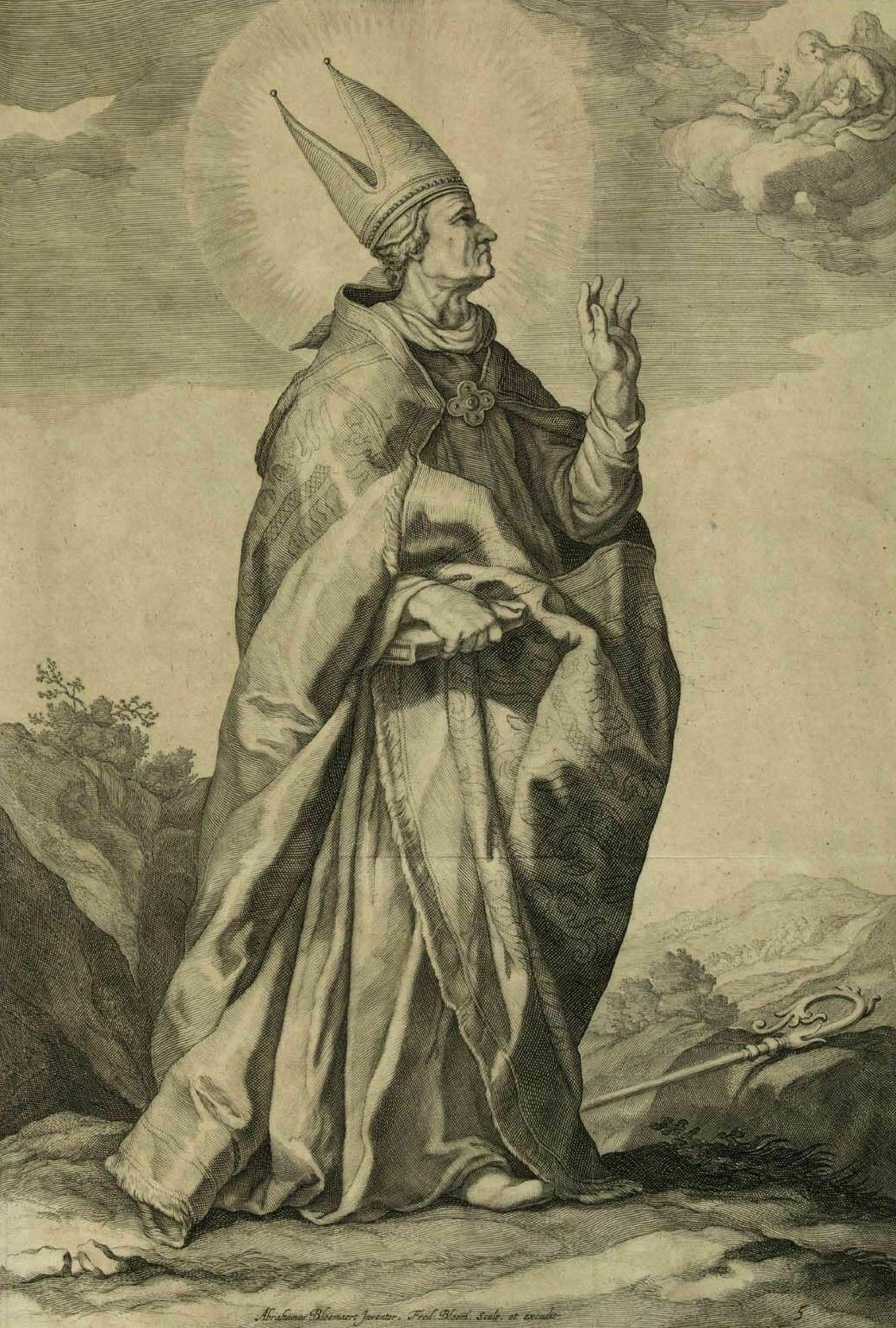

Radbodo, della stirpe dei Gerulfingi, era nipote di Gunterio, arcivescovo di Colonia, e studiò in questa città, poi alla corte di Carlo il Calvo e di Luigi II di Francia. Divenne vescovo di Utrecht fra il 901 circa e il 917, anno della morte. È autore di omelie e di componimenti poetici di argomento sacro e profano.